# タウポ・モータースポーツ・パーク
座標: 南緯38度40分6秒 東経176度8分40秒 / 南緯38.66833度 東経176.14444度
ブルース・マクラーレン・モータースポーツ・パーク（英語: Bruce McLaren Motorsport Park、旧名:タウポ・モータースポート・パーク）は、ニュージーランド・タウポにあるサーキット。MIT Development Ltdによって所有、運営されている。
2006年にドラッグレースのNHRAドラッグストリップも開催できる長さ830m、幅17mのストレートを有したサーキットとして1300NZドルの費用で完成した。当時の名称はタウポ・モータースポート・パーク（英語: Taupo Motorsport Park）。
A1グランプリの2007年1月21日の2006-07A1グランプリシーズン、2008年1月20日の2007-08A1グランプリシーズンを開催していた。また2009年1月15日に2008-09A1グランプリシーズンを開催した。
タウポ・レーストラック・プロジェクトは設計の高品質が認められてコンサルティング・エンジニア・ニュージーランド協会(Association of Consulting Engineers New Zealand)からシルバー・アワードを受けている。
2015年11月26日、元F1ドライバーのブルース・マクラーレンへのオマージュとしてブルース・マクラーレン・モータースポート・パークへの改名を発表した。